# All-Japan F3
De All-Japan F3 (全日本F3選手権, Zen'nihon F3 Senshukenis) was een Japanse Formule 3-klasse voor opkomende coureurs. De klasse bestond tussen 1979 en 2019 en werd georganiseerd door de Japan Automobile Federation (JAF). De auto's werden allemaal gemaakt door Dallara. Er waren verschillende motoren die een rijder mocht gebruiken: Toyota-TOM'S, Mugen-Honda en ThreeBond (Nissan). Bridgestone was het enige bandenmerk in het kampioenschap.
Vanaf 2020 gaat het kampioenschap door het leven als de Super Formula Lights.

## Kampioenen
| Jaar | Coureur                |
| ---- | ---------------------- |
| 1979 | Toshio Suzuki          |
| 1980 | Shuuroku Sasaki        |
| 1981 | Osamu Nakako           |
| 1982 | Kengo Nakamoto         |
| 1983 | Yoshimasa Fujiwara     |
| 1984 | Shujirou Hyodou        |
| 1985 | Koji Sato              |
| 1986 | Akio Morimoto          |
| 1987 | Ross Cheever           |
| 1988 | Akihiko Nakaya         |
| 1989 | Masahiko Kageyama      |
| 1990 | Naoki Hattori          |
| 1991 | Paulo Carcasci         |
| 1992 | Anthony Reid           |
| 1993 | Tom Kristensen         |
| 1994 | Michael Krumm          |
| 1995 | Pedro de la Rosa       |
| 1996 | Juichi Wakisaka        |
| 1997 | Tom Coronel            |
| 1998 | Peter Dumbreck         |
| 1999 | Darren Manning         |
| 2000 | Sébastien Philippe     |
| 2001 | Benoît Tréluyer        |
| 2002 | Takashi Kogure         |
| 2003 | James Courtney         |
| 2004 | Ronnie Quintarelli     |
| 2005 | João Paulo de Oliveira |
| 2006 | Adrian Sutil           |
| 2007 | Kazuya Oshima          |
| 2008 | Carlo van Dam          |
| 2009 | Marcus Ericsson        |
| 2010 | Yuji Kunimoto          |
| 2011 | Yuhi Sekiguchi         |
| 2012 | Ryō Hirakawa           |
| 2013 | Yuichi Nakayama        |
| 2014 | Nobuharu Matsushita    |
| 2015 | Nick Cassidy           |
| 2016 | Kenta Yamashita        |
| 2017 | Mitsunori Takaboshi    |
| 2018 | Sho Tsuboi             |
| 2019 | Sacha Fenestraz        |